# Timonius samarensis
Timonius samarensis är en måreväxtart som beskrevs av Elmer Drew Merrill. Timonius samarensis ingår i släktet Timonius och familjen måreväxter.
Artens utbredningsområde är Filippinerna. Inga underarter finns listade i Catalogue of Life.